# Franz Krenn
Franz Krenn (ur. 26 lutego 1816 w Droß, zm. 18 czerwca 1897 w St. Andrä-Wördern) – austriacki kompozytor, organista i pedagog.

## Życiorys
Muzyki początkowo uczył się u ojca, następnie studiował u Ignaza von Seyfrieda. Od 1844 roku działał jako organista w Wiedniu. Był też kierownikiem chóru, propagując twórczość dawnych mistrzów. Od 1869 do 1893 roku wykładał harmonię i kontrapunkt w Konserwatorium Wiedeńskim. Do grona jego uczniów należał Gustav Mahler.
Był autorem 29 mszy, 2 oratoriów, kantaty, 3 Requiem, 3 Te Deum, 3 nieszporów, licznych graduałów, ofertoriów i hymnów, ponadto napisał symfonię i szereg utworów kameralnych. Opublikował podręcznik Musik- und Harmonielehre (1890).